# Overton (Nevada)
Overton é uma comunidade não incorporada situada no condado de Clark, no estado norte-americano do Nevada. A vila fica no final norte do Lago Mead. A vila possui o  aeroporto Perkins Field e o aeroporto Echo Bay Airport.

## História
Overton foi originalmente colonizada em 1869 com Helaman Pratt servindo como presidente. Foi ali criado um ramo da A Igreja de Jesus Cristo dos Santos dos Últimos Dias em 1883. Na década de 1880, Overton possuía a única loja na região do baixo Moapa Valley e atraía pessoas de localidades vizinhas que ali se dirigiam para comparar alimentos e outros bens essenciais. Na década de 1930, a vila de St. Thomas foi submersa pelas águas do Lago Mead que surgiu devido à construção da Represa Hoover e a maioria da sua população foi relocada em Overton. Depois disso, Overton desenvolveu-se como o principal pólo comercial na região do baixa Moapa Valley.A localidade também albergou os principais eventos da área.

## Geografia
Overton fica situada na região de Moapa Valley a 105 quilómetros de Las Vegas. A vila e seus arredores possui paisagens de mesas, montanhas e fica próximo dum lago artificial, o  Lago Mead. Fica também próximo de Valley of Fire State Park.

## Demografia
Overton fica na região censitária de Moapa Valley.

## Ecconomia

### Indústria
Próximo de Overton, existem depósitos de , there are deposits of magnesita, caulinita e gipsita. Também é ali produzida areia.

### Transportes

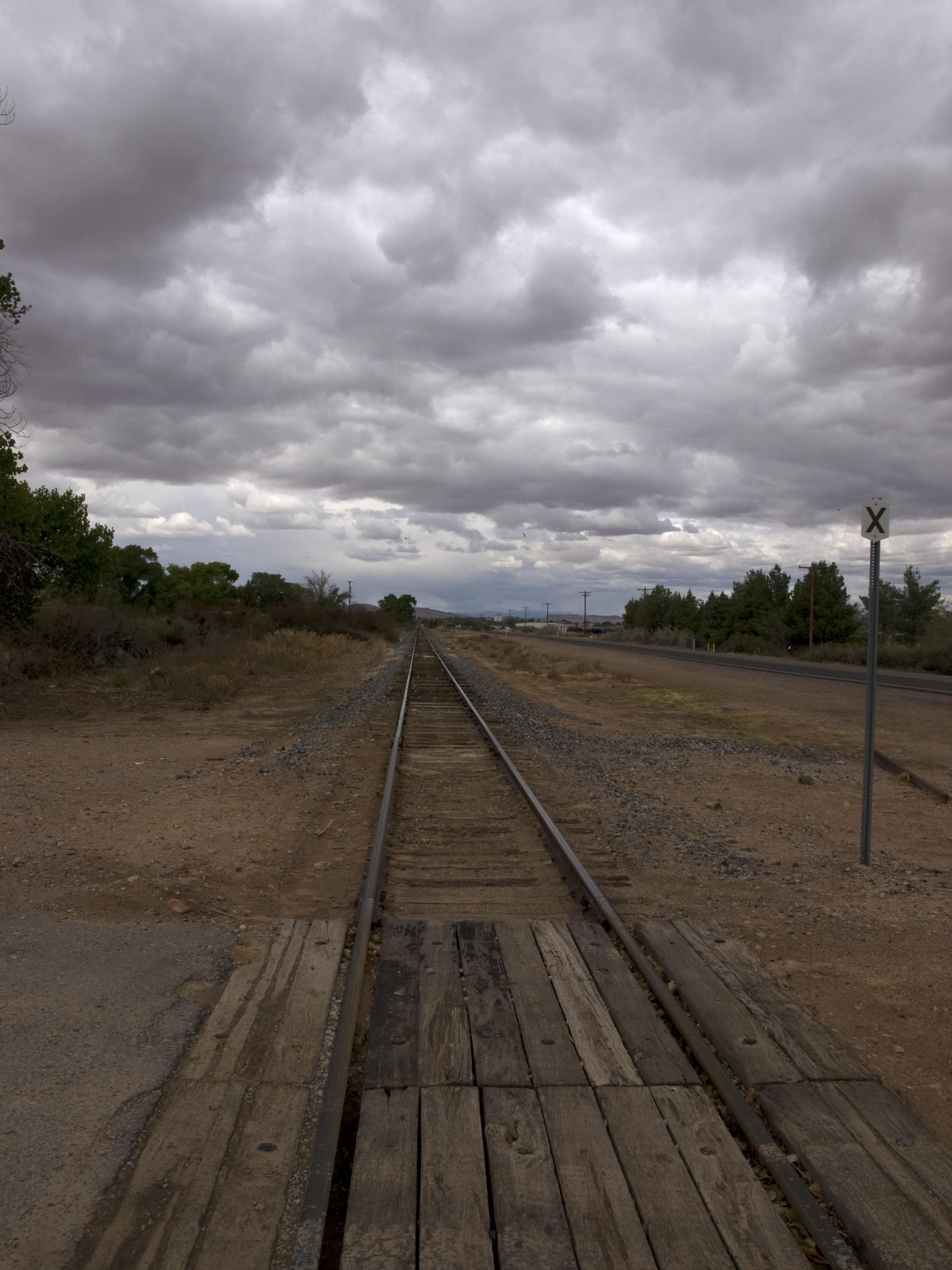
Antigo carris da linha férrea de Los Angeles Sal Lake em Overton

A Nevada State Route 169 liga Overton com a  Interstate 15 (exit 93) a norte do Lake Mead National Recreation Area a sul.